# Abadioci
Abadioci – grupa etniczna, jeńcy saraceńscy, osiedleni w IX wieku przez Bizantyjczyków wokół Kandii na wyspie Krecie. W końcu XIX wieku liczyli ok. 4 tysiące osób i zamieszkiwali kilkanaście wsi położonych wokół miasta, na południe od góry Ida. W czasie wojny o niepodległość Grecji walczyli, mimo swego muzułmańskiego wyznania, przeciwko Turcji.